# Pontiac Bonneville
La Bonneville è un'autovettura prodotta dalla Pontiac dal 1958 al 2005.

## Il contesto
Il modello è stato introdotto nel model year 1957 come cabriolet ad alte prestazioni, e a produzione limitata, all'interno della gamma della Star Chief. Nel 1958 la Bonneville diventò modello autonomo.
La Bonneville e l'omologo modello che si basava sullo stesso pianale, la Grand Ville, furono tra le più grandi Pontiac mai costruite. Ad esempio, una delle versioni familiare prodotte, raggiungeva i 5,8 m di lunghezza.
La Bonneville fece parte delle Vetture Full-Size dal 1957 al 1981 e dal 1987 al 2005, mentre appartenne alla categoria delle Vetture Mid-Size dal 1982 al 1986. In Canada, fino al 1981, il modello fu conosciuto come Pontiac Parisienne.

## Le origini

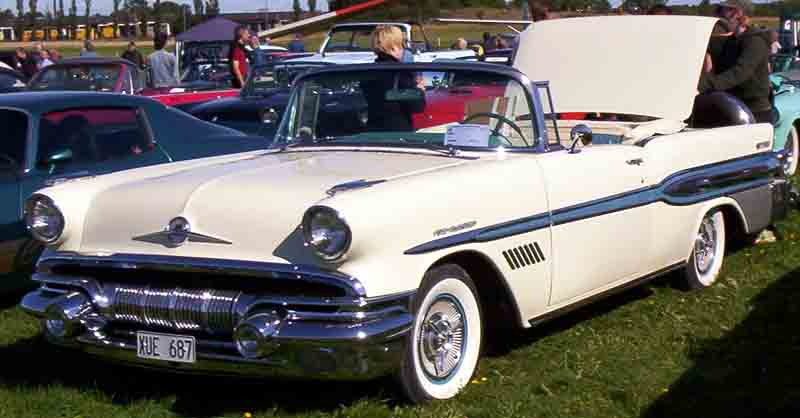
Una Pontiac Star Chief Custom Bonneville cabriolet del 1957

Il nome Bonneville comparve per la prima volta nel 1954 su una concept car presentata al General Motors Motorama, la Bonneville Special. La concept car citata e la Bonneville successivamente prodotta di serie, furono, a dispetto dell'omonimia, modelli completamente diversi.
La Bonneville fece il suo debutto sul mercato nel 1957 come cabriolet ad alte prestazioni e con interni lussuosi, all'interno della gamma Star Chief. Aveva come dotazione di serie tutti gli optional presenti sulla Star Chief standard, ad eccezione dell'aria condizionata. Ciò collocò il modello nella fascia di prezzo delle Cadillac. Era in vendita infatti a 5.000 dollari, più del doppio di una Star Chief berlina quattro porte, e se la vettura era full optional, costava più di una Cadillac.
Solamente 630 esemplari vennero assemblati nel primo anno di produzione, facendo di questa Bonneville uno dei più rari e ricercati modelli Pontiac. L'anno successivo la Bonneville diventò un modello a sé stante, collocandosi, per la maggior parte del periodo in cui fu in produzione, al top della gamma Pontiac.
La Bonneville prese il nome dalla Bonneville Salt Flats in Utah, cioè da una pianura dove si sono svolte molte gare automobilistiche e dove sono stati ottenuti diversi record di velocità terrestre. La pianura citata prende a sua volta il nome dall'esploratore Benjamin Bonneville.

## La prima serie: (1958)
La Bonneville diventò un modello a stante nel 1958. Al momento del lancio, fu disponibile in versione coupé e cabriolet. Già durante il primo anno di commercializzazione la Bonneville fu la safety car della 500 Miglia di Indianapolis. Nel momento in cui la Bonneville diventò un modello a parte, il prezzo scese a 3.000 dollari grazie all'eliminazione di molti accessori lussuosi presenti sulla Star Chief Bonneville, che dall'equipaggiamento di serie passarono nella lista degli optional. Anche il propulsore ad iniezione da 300 CV, di serie sulla Star Chief Bonneville, divenne optional, mentre ora entrava nell'equipaggiamento standard il motore V8 da 6,1 L di cilindrata e 255 CV di potenza, con carburatore a quadruplo corpo ed un doppio scarico, e fu di gran lunga più richiesto dalla clientela, causa il sovrapprezzo troppo alto (500 dollari) per avere la versione da 300 CV. Un'altra opzione disponibile, la Tri-Power con tre carburatori doppio corpo (da cui il nome) e 310 CV, era collocata sul mercato a 100 dollari. Un orologio elettrico era invece compreso nell'equipaggiamento standard.
Il motore era montato anteriormente, mentre la trazione era posteriore.

## La seconda serie: (1959–1960)
Nel 1959 la gamma della Bonneville si completò con l'aggiunta, nell'offerta, della berlina quattro porte e della familiare quattro porte. La Bonneville giocò una parte importante nella storia della Pontiac grazie all'introduzione, nel 1959, di due delle più grandi ispirazioni di marketing del marchio - la calandra divisa in due e lo slogan Wide Track (cioè "carreggiata allargata"). Quest'ultimo aspetto non rimase sulla carta, visto che la Pontiac fece effettivamente montare ruote più sporgenti di qualunque altra vettura, dando luogo a quella che venne considerata la vettura dal miglior comportamento in curva nell'intera industria automobilistica. Il differenziale Safe-T-Track, utilizzato per ridurre la rotazione delle ruote, fu offerto tra gli optional dall'inizio del 1959. Questa serie di Bonneville montava un motore V8 da 6,4 L di cilindrata e 300 CV di potenza. Il cambio manuale disponibile era a tre o quattro rapporti, mentre era offerto tra gli optional la trasmissione automatica.
Il motore era montato anteriormente, mentre la trazione era posteriore. Questa serie di Bonneville è stata assemblata a Pontiac, Flint, Ypsilanti e Wentzville.

## La terza serie: (1961-1964)

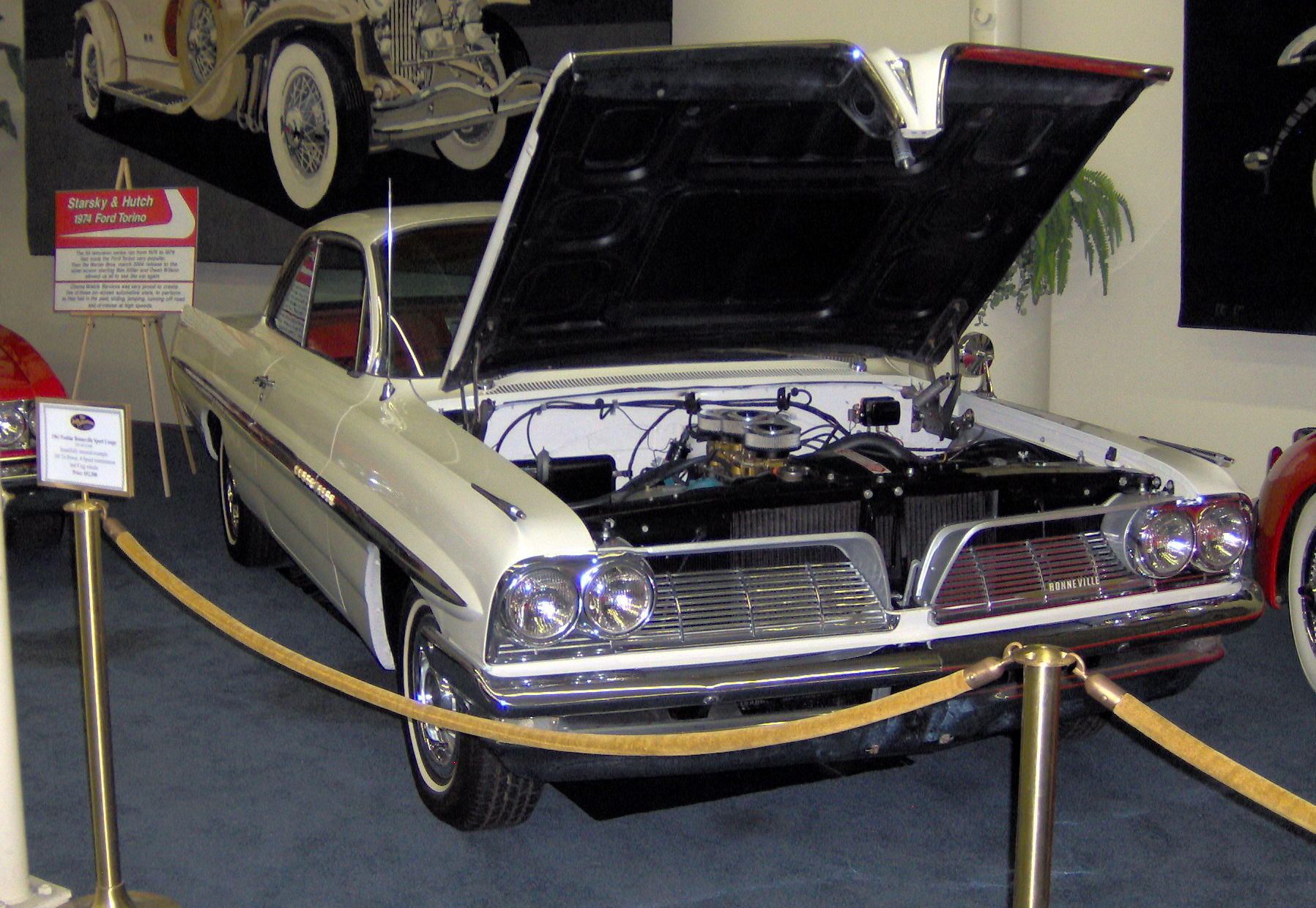
Una Pontiac Bonneville Tri-Power coupé del 1961

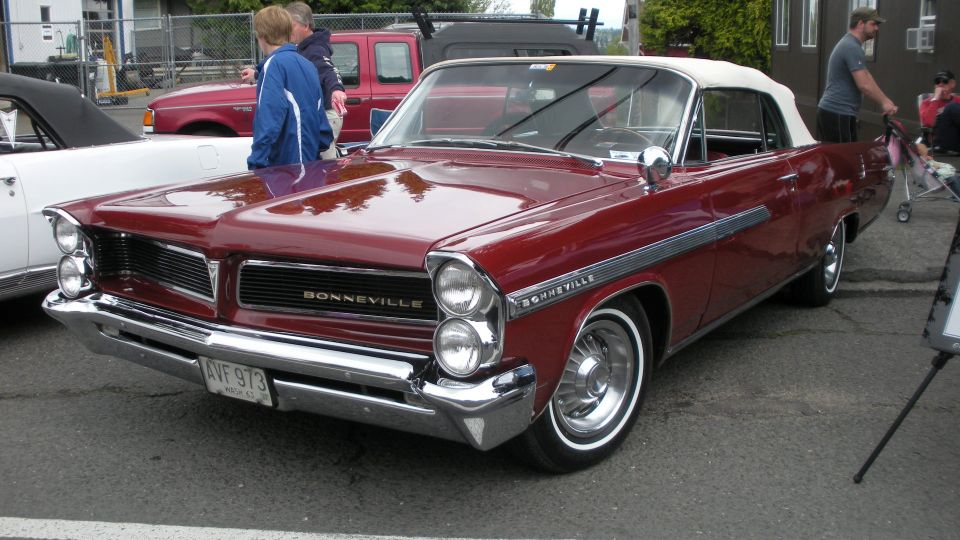
Una Pontiac Bonneville cabriolet del 1963

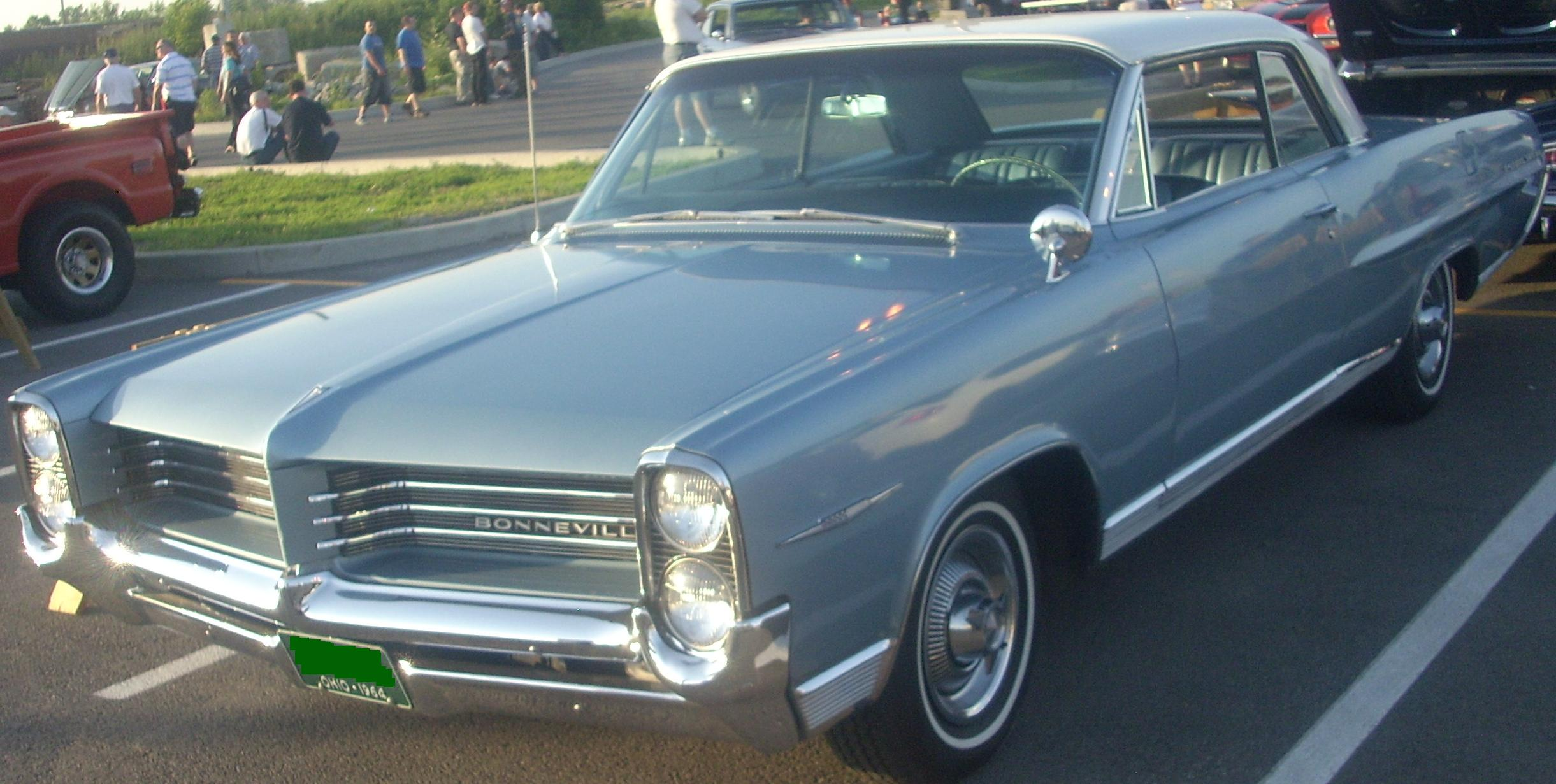
Una Pontiac Bonneville coupé del 1964

La Bonneville, negli anni sessanta, rimase il modello Pontiac più costoso e lussuoso. La Bonneville, rispetto ai modelli collocati più in basso nella gamma Pontiac, come ad esempio la Catalina e la Star Chief, possedeva interni più lussuosi che erano realizzati con materiali più pregiati. Il modello, tranne la versione familiare, era basato sulla variante a passo lungo del pianale B della General Motors. Inoltre, sulle Bonneville, si potevano trovare degli inserti in noce sull cruscotto e sui pannelli porta, oltre che una maniglia di sostegno lato passeggero, delle luci di cortesia ed un bracciolo sul sedile posteriori. Nel 1964 fu disponibile un allestimento, denominato Bonneville Brougham, che era dotato di caratteristiche ancora più lussuose, come il bracciolo per i passeggeri anteriori, degli interni migliori, dei pannelli porta ancora più ricercati ed una tappezzeria di materiale superiore.
Le Bonneville erano equipaggiati con cambio automatico Hydra-Matic (fino al 1964) o Turbo Hydra-Matic (dopo il 1965). Tra gli optional erano inclusi il servosterzo, i freni idraulici a tamburo, il cruise control e dei cerchi in lega di alluminio ad otto fori.
La Bonneville aveva anche installato i motori V8 più potenti della gamma della Pontiac. Erano disponibili, di serie, dei propulsori da 6,4 L e 6,6 L con carburatori quadruplo corpo (con una potenza compresa tra i 303 CV ed i 340 CV, a seconda degli anni). Tra i motori ottenibili su richiesta, erano offerti, all'interno dell'opzione Tri-Power (cioè quella con tre carburatori doppio corpo, da cui il nome), un motore V8 da 6,4 L, ed un V8 da 6,9 L. Nel 1962 la Pontiac offrì anche un propulsore da 6,9 L ad alte prestazioni da 405 CV.
Nel 1963 vennero aggiornati i lamierati e furono applicati dei nuovi fanali anteriori che si sviluppavano in altezza.
Per un utilizzo molto più spinto, il cliente poteva scegliere il motore Super Duty 421 che era disponibile in tre livelli di elaborazione, e che beneficiava di un rapporto di compressione innalzato da 11:1 a 12:1, oltre che di un incremento del regime massimo di rotazione da 5.900 a 6.400 giri al minuto. Questi modelli dalle linee tese dominarono i saloni automobilistici durante l'era delle muscle car.
Il motore era montato anteriormente, mentre la trazione era posteriore. Questa serie di Bonneville è stata assemblata a Pontiac, Flint e Ypsilanti.

## La quarta serie: (1965-1970)

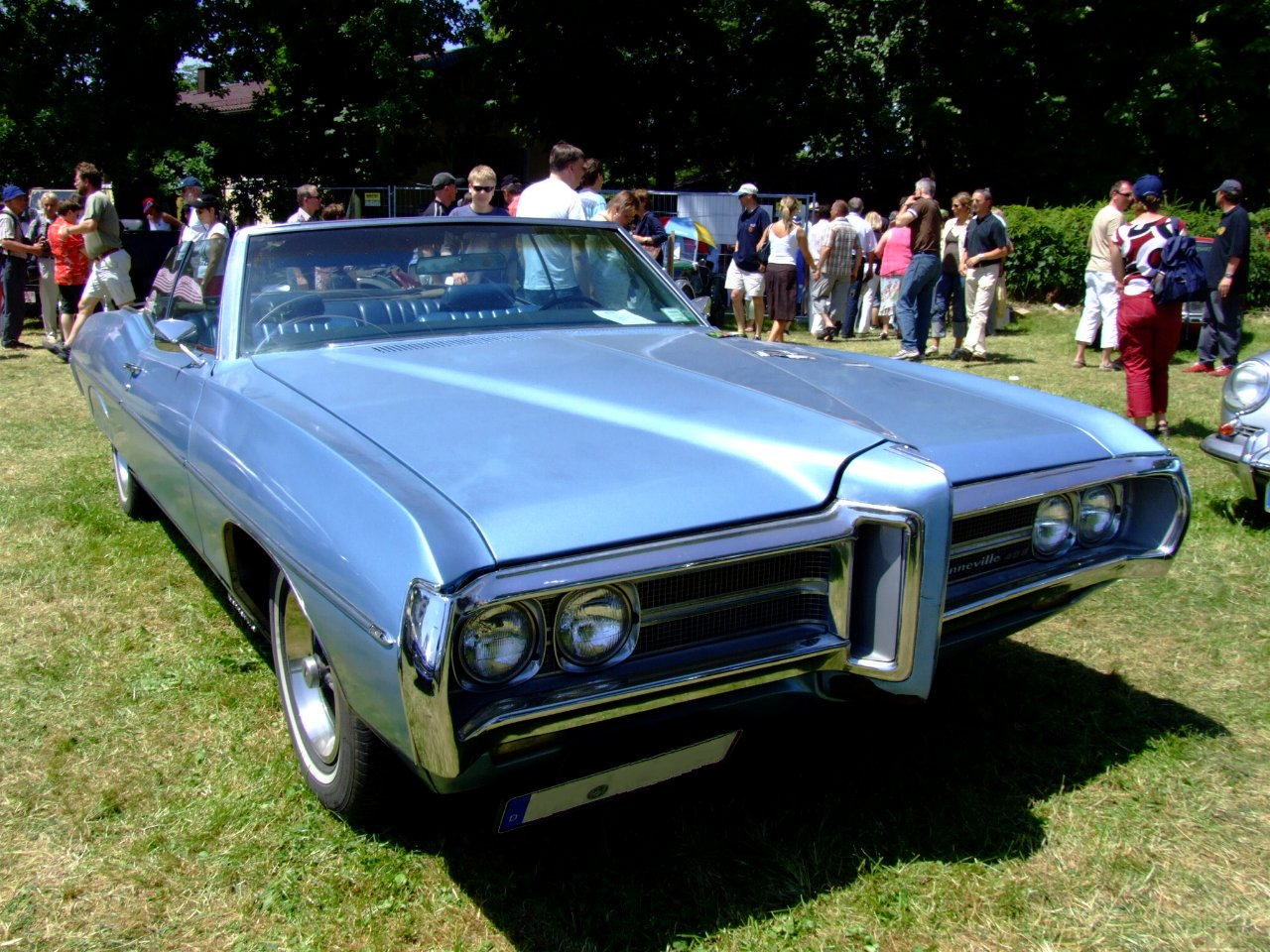
Una Pontiac Bonneville cabriolet del 1969

Una disposizione della General Motors del 1967 obbligò la Pontiac a togliere dal mercato l'opzione Tri-Power da tutte le proprie vetture. Nello stesso anno il V8 da 6,6 L sostituì il motore da 6,4 L nel ruolo di propulsore montato di serie, mentre il motore da 6,6 L venne rimpiazzato da un propulsore da 7 L, che erogava, tra l'altro, più potenza (390 CV). All'inizio del 1967, cambiò il tipo di alimentazione; il precedente carburatore a quadruplo corpo Carter, facente parte dell'equipaggiamento di serie, e l'opzionale carburatore Tri-Power, furono sostituiti dal nuovo carburatore Quadrajet, avente una capacità di flusso massimo superiore.
Nel 1969, il motore da 7 L diventò il propulsore standard della Bonneville. Nel 1970 esso fu sostituito da un motore V8 da 7,5 L e 370 CV.
La piattaforma B della General Motors, su cui era costruita anche la Bonneville, fu il quarto pianale più venduto della storia.
Il motore era montato anteriormente, mentre la trazione era posteriore. Questa serie di Bonneville è stata assemblata a Pontiac, Flint e Ypsilanti.

## La quinta serie: (1971–1976)
Nel 1971, la Bonneville fu spostata nella gerarchia dei modelli Pontiac. Il posto della vettura al top di gamma fu preso dalla Grand Ville. La nuova serie della Bonneville sostituì la Executive, e si collocò tra la più economica Catalina e la Grand Ville. La Bonneville fu offerta con tre carrozzerie, hardtop quattro porte, coupé due porte e berlina quattro porte. Il motore standard per il 1971 ed il 1972 fu il V8 da 7,5 L di cilindrata, la cui versione con carburatore a quadruplo corpo era offerta tra gli optional.
Il 1971 fu il primo anno, per la Pontiac e gli altri marchi del gruppo General Motors, della riduzione del rapporto di compressione su tutti i motori. Ciò fu necessario per consentire ai motori di utilizzare la benzina senza piombo. Questa decisione fu presa per preparare le vetture al montaggio della marmitta catalitica, che era previsto per il 1975. A metà 1971, il cambio automatico Turbo-Hydramatic, il servosterzo, i freni idraulicia disco anteriori, furono compresi nell'equipaggiamento montato di serie,  sia sulle Bonneville che su tutti i modelli full-size della Pontiac.
Dal 1973 al 1976, il motore standard della Bonneville fu il V8 da 6,6 L e 170 CV di potenza. Tra le opzioni, era disponibile il V8 da 7,5 L con carburatore a quadruplo corpo, che erogò 250 CV dal 1973 al 1974 e 200 CV dal 1975 al 1976.
Nel 1973 sulla Bonneville era possibile ottenere, come optional, il "Radial Tuned Suspension", che includeva gli pneumatici radiali con cinture in acciaio, delle sospensioni potenziate, degli ammortizzatori Pliacell e delle barre antirollio nel retrotreno e nell'avantreno. Questo pacchetto fu esteso nel 1974 su tutte le Pontiac full-size. Gli pneumatici radiali con cinture in acciaio diventarono di serie nel 1975 su tutti i modelli.
Con l'uscita di produzione della Grand Ville nel 1975, la Bonneville diventò nuovamente il modello di punta della gamma Pontiac. Al posto della Grand Ville, venne offerta la Bonneville Brougham, che possedeva degli interni lussuosi paragonabili a quelli del modello tolto di produzione.
Anche questa serie di Bonneville era costruita sul pianale B della General Motors.
Il motore era montato anteriormente, mentre la trazione era posteriore. Questa serie di Bonneville è stata assemblata a Pontiac, Flint e Ypsilanti.

## La sesta serie: (1977–1981)
La Bonneville continuò ad essere il modello di punta della Pontiac anche dopo la profonda rivisitazione della gamma del 1977, che portò al rimpicciolimento delle vetture. La nuova Bonneville era 360 mm più corta e 102 mm più stretta rispetto alle vetture vendute nel 1976. Nonostante questo, nell'abitacolo c'era più spazio per la testa dei passeggeri e per le gambe dei passeggeri posteriori. Inoltre, il bagagliaio era più spazioso. Il consumo di carburante diminuì, e ciò fu in linea con la tendenza della progressiva diminuzione dei consumi dei motori dell'epoca. Questa tendenza fu causata dalla crisi energetica del 1973.
Con l'aggiornamento del 1977, la versione hardtop fu tolta dal mercato. Fu reintrodotta la familiare, che mancava dal 1970. Questa station wagon possedeva degli inserti in legno applicati alla carrozzeria e poteva ospitare sei o nove passeggeri, a seconda della versione. Inoltre, possedeva un portellone a doppia configurazione di apertura, che poteva quindi essere aperto lateralmente oppure dall'alto in basso.  Esso andava a sostituire i cosiddetti portelloni a conchiglia utilizzati sulle station wagon Pontiac di grandi dimensioni del periodo 1971-76, soluzione ormai sul punto di scomparire.
Il motore offerto di serie fu il V8 da 4,9 L di cilindrata e 135 potenza. I motori opzionali erano il V6 Buick da 3,8 L, i V8 Pontiac da 4,3 L, 4,9 L, 5,7 L e 6,6 L, il V8 Buick da 5,7 L, i V8 Chevrolet da 5 L e 5,7 L, e l'Oldsmobile V8 Diesel da 6,6 L. A seguito della promulgazione a cavallo dei due decenni di leggi più stringenti contro l'inquinamento, rimasero sul mercato solo il V6 Buick da 3,8 L, i V8 Pontiac da 4,3 L e 4,9 L ed il motore Diesel Oldsmobile.
Questa Bonneville full-size, insieme alla versione Bonnaville Brougham, furono tolte dal mercato nel 1981. Stessa sorte toccò la più economica Catalina. Ciò fu la conseguenza di una nuova crisi energetica (1979), che indirizzò gli acquisti di autovetture verso modelli compatti con motore a quattro cilindri in linea oppure V6. Ciò coincise con la fine della produzione dei motori V8 Pontiac, la cui ultima unità venne costruita nel 1981. Dal 1982 in poi, tutti i V8 montati su modelli Pontiac sarebbero provenuti da altre case automobilistiche del gruppo General Motors, come Chevrolet e Oldsmobile.
Anche questa serie di Bonneville era costruita sul pianale B della General Motors.
Il motore era montato anteriormente, mentre la trazione era posteriore. Questa serie di Bonneville è stata assemblata ad Ypsilanti.

## La settima serie: (1982–1986)
Nel 1982 la Pontiac spostò la Bonneville dalla categoria delle Vetture Full-Size, alla categoria di Vetture Mid-Size, con il lancio di una nuova serie. Questa nuova generazione di Bonneville sostituì la LeMans. I clienti potevano scegliere fra tre motori, il V6 Buick da 3,8 L di cilindrata, il V8 Chevrolet da 5 L o il V8 Diesel Oldsmobile da 5,7 L. Gli esemplari prodotti dal 1982 al 1986 sono stati offerti ufficialmente come "Bonneville Model G". In seguito, il modello tornò ad essere chiamato semplicemente "Bonneville". Nell'anno citato, la General Motors iniziò a commercializzare la Bonneville anche in Canada. In precedenza, nel paese nordamericano, il modello era conosciuto come Parisienne.
C'è una grande confusione riguardo al pianale su cui era basata questa serie di Bonneville ("A" oppure "G"). Ci sono conferme che almeno alcune di queste Bonneville del periodo 1982-86 erano costruite su piattaforma A ed utilizzavano lamierati nuovi. Tali informazioni riportavano che la vettura era basata sul pianale A nonostante il modello fosse chiamato "Model G". Inoltre, il quarto carattere del Vehicle Identification Number era una "A", ed all'epoca, per un breve periodo, la General Motors associava a questo carattere il pianale del modello. Questa confusione può essere spiegata considerando il fatto che la General Motors cambiò la denominazione della piattaforma A a trazione posteriore, risalente al 1964, in piattaforma G. Ciò fu fatto per evitare confusione con la nuova piattaforma A del 1982, quest'ultima a trazione anteriore.
La familiare fu tolta dal mercato nel 1983 e venne sostituita dalla Pontiac 6000 station wagon, che fu introdotta nel 1984. La berlina continuò ad essere offerta nelle versioni base, LE (cioè "Limited Edition") e Brougham fino al 1986. Le Bonneville di questa generazione derivavano direttamente dalla Pontiac Tempest del 1964. Le vetture appartenenti a questa generazione furono le più piccole Bonneville costruite, e le ultime della vecchia stirpe a trazione posteriore, telaio a tutto perimetro, oltre che il design e le caratteristiche di marcia vecchio-stile. Nel 1983 la Pontiac reintrodusse le Vetture Full-Size nel mercato statunitense, proponendo la Pontiac Parisienne, che era essenzialmente una Chevrolet Caprice rivista ed era già commercializzata in Canada.
Il motore era montato anteriormente, mentre la trazione era posteriore. I cambi disponibili erano due, entrambi automatici, il THM200 a tre rapporti ed il 200-4R a quattro marce. Questa serie di Bonneville è stata assemblata a Sainte-Thérèse, in Canada.

## L'ottava serie: (1987–1991)
Nel 1987, la Pontiac introdusse una Bonneville completamente differente. In sostituzione della tradizionale trazione posteriore, la nuova Bonneville aveva installato una più economica trazione anteriore. Il pianale utilizzato, che condivideva con la Buick LeSabre e con la Oldsmobile 88, era la piattaforma H della General Motors. Inizialmente il modello montava il motore V6 LG3 Buick da 150 CV. Esso era l'unico propulsore disponibile, ed era accoppiato al cambio automatico Hydramatic a quattro rapporti. La nuova Bonneville è stata inclusa dalla rivista Car & Driver's nella lista delle migliori auto del 1987. Il modello era offerto in versione base ed in allestimento LE. Per quest'ultimo, era disponibile il pacchetto sportivo SE, che comprendeva rapporti marcia più corti, sospensioni sportive, ecc.
Nel secondo anno di commercializzazione (1988), furono offerti una lunga serie di allestimenti ed un nuovo motore. Quest'ultimo, era una versione revisionata del motore precedente. Rinominato LN3, aveva in dotazione l'iniezione indiretta sequenziale ed erogava 165 CV di potenza e 285 N•m di coppia. Un'altra novità dell'anno fu l'eliminazione dai listini della versione base. Vennero però lanciati sul mercato la versione SE, che si posizionava sopra la LE, e la SSE, che si collocava sopra i due allestimenti citati. Quest'ultima versione presentava la parte posteriore ridisegnata, un corpo vettura ribassato, un computer di bordo digitale, un impianto hi-fi ad 8 casse e molto altro.
Nel 1989, furono compresi tra gli optional il lettore CD ed un sistema di apertura della serratura delle porte che non utilizzava la chiave classica, ma un telecomando. Esso, se avvicinato all'auto, apriva automaticamente le serrature. Nel 1990 il modello fu oggetto di un restyling che coinvolse la calandra ed i fanali anteriori. Nel 1991 vennero aggiornate le sospensioni.
Il motore era montato anteriormente, e la trazione era all’avantreno. Il cambio disponibile era solo uno, l'automatico THM440T4 a quattro rapporti. Questa serie di Bonneville è stata assemblata a Ypsilanti dal 1987 al 1989, ed a Wentzville dal 1989 al 1991.

## La nona serie: (1992–1999)
Nel 1992 gli interni e la linea vennero riprogettati. Questa generazione era caratterizzata da alcune novità, grazie alle quali la Bonneville divenne più veloce e considerevolmente più sicura. Una delle novità più importanti fu che la versione SE ebbe in dotazione di serie l'airbag lato guidatore, mentre l'ABS era disponibile tra l'equipaggiamento offerto nell'allestimento sport. La versione SSE invece aveva compreso, nell'equipaggiamento disponibile di serie, il controllo di trazione e l'ABS.
Gli allestimenti vennero nuovamente rivisti. La versione LE venne eliminata e quindi l'allestimento SE divenne la versione base. La SEE diventò la versione intermedia, dato che fu introdotto il nuovo allestimento SSEi, che si collocò al top della gamma.  È da notare che questi acronimi, secondo la Pontiac, non avevano alcun significato implicito.
Per quanto riguarda i motori, fu utilizzato il nuovo propulsore L27 da 3,8 L di cilindrata in grado di erogare 173 CV di potenza e 305 N•m di coppia, oltre che il nuovo L67 da 3,8 L sovralimentato con compressore volumetrico Eaton M62, in grado di sviluppare fino a 208 CV e 350 N•m. Il motore L27, solo nel 1992, non fu dotato del sistema per il ricircolo dei gas esausti, e poteva essere riconosciuto la collettore d'aspirazione di colore bianco. Infatti, dal 1993, questo componente fu di colore nero.
I dispositivi di sicurezza più importanti, disponibili sui vari allestimenti, furono:
|               | ABS             | Controllo di trazione | Airbag lato guidatore | Airbag lato passeggero |
| ------------- | --------------- | --------------------- | --------------------- | ---------------------- |
| SE del 1992   | Opzionale (SLE) | Opzionale             | Standard              | N/A                    |
| SSE del 1992  | Standard        | Opzionale             | Standard              | Opzionale              |
| SSEi del 1992 | Standard        | Standard              | Standard              | Standard               |
| SE del 1993   | Standard        | Opzionale             | Standard              | Opzionale              |
| SSE del 1993  | Standard        | Opzionale             | Standard              | Opzionale              |
| SSEi del 1993 | Standard        | Standard              | Standard              | Standard               |
| SE del 1994   | Standard        | Opzionale             | Standard              | Standard               |
| SSE del 1994  | Standard        | Opzionale             | Standard              | Standard               |
| SSEi del 1994 | Standard        | Standard              | Standard              | Standard               |
| SE del 1995   | Standard        | Opzionale             | Standard              | Standard               |
| SSE del 1995  | Standard        | Opzionale             | Standard              | Standard               |
| SSEi del 1995 | Standard        | Standard              | Standard              | Standard               |

Nel 1993 venne introdotto l'allestimento SLE. Esso era essenzialmente un sotto-allestimento della versione SE, equipaggiato con sedili rivestiti in pelle, climatizzatore automatico, fanali ad accensione automatica, sistema acustico premium e copricerchioni dal disegno speciale, sebbene il climatizzatore ed il sistema acustico potessero essere tolti dall'offerta. Nell'anno citato, l'allestimento SSE fu arricchito.
Nel 1994 furono introdotti una nuova versione del motore sovralimentato ed una rinnovata centralina OBD-1.5. Nell'anno in questione vennero introdotti dei nuovi cerchioni Torque Star a cinque razze. Un dispositivo di risonanza diventò di serie; era posizionato nell'impianto di scarico per abbassare il suono rauco prodotto dal motore. L'airbag per i passeggeri diventarono di serie su tutti i modelli.
Nel 1995 il modello mantenne lo stesso aspetto esteriore, ma gli allestimenti SE e SSE ebbero in dotazione un nuovo motore aspirato, denominato L36, che sviluppava 225 CV e 373 N•m. La versione SSEi rimase equipaggiata con il motore L67 fino al 1996, quando anch'essa venne aggiornata.
Nel marzo del 2008, la General Motors annunciò che alcuni suoi motori forniti di liquido antigelo Dexcool, tra cui quelli di questa serie della Bonneville, potevano essere soggetti a danni al collettore di aspirazione ed altri problemi derivanti dal liquidi di raffreddamento, se un'accurata e regolare manutenzione non fosse stata eseguita correttamente. Dopo azioni legali, la General Motors accettò di risarcire i possessori di questi modelli, nonostante la loro parziale negligenza. Ciò però avveniva se i clienti in questione riuscivano a dimostrare la causa dei danni subiti.
Nel 1996 la linea esteriore fu aggiornata. Alcune caratteristiche vennero leggermente modificate, mentre altre, come le luci posteriori, quelle anteriori e la calandra, furono drasticamente cambiate. La differenza tra un allestimento e l'altro si ridusse sensibilmente dal punto di vista stilistico. La precedente generazione presentava uno stile completamente differente nei rivestimenti e nel disegno delle plastiche dei fari posteriori, perlomeno nelle versioni SSE ed SSEi, mentre questa generazione, ad una prima occhiata, rimase la stessa, con l'eccezione del paraurti anteriore e della calandra, specifici per ogni allestimento. Sempre nel 1996, il motore sovralimentato venne aggiornato.
Un nuovo cambio, il 4T65-E, fu introdotto nel 1998. Esso era accoppiato al motore aspirato sulle versioni SE ed SSE. Una versione ad alte prestazioni di questa trasmissione, la 4T65E-HD,  fu offerta sulle versioni SSEi. I cambi precedentemente utilizzati erano il 4T60-E ed il 4T60E-HD. Tutte queste trasmissioni erano automatiche.
Tutti i motori sopramenzionati erano V6. Le motorizzazioni furono:
- 170 CV, L27: SE (92-94), SLE (93-94), SSE (92-94)
- 205 CV, L36: SE (95-99), SLE (95-99), SSE (95-99)
- 205 CV, L67: SSE (92-93) opzionale, SSEi (92-93)
- 225 CV, L67: SLE (95) opzionale, SSEi (94-95)
- 240 CV, L67: SLE (96-97) opzionale, SSE (97) opzionale, SSEi (96-99).

Il motore era montato anteriormente, e la trazione era all’avantreno. Questa serie di Bonneville, che era basata sul pianale H della General Motors, è stata assemblata a Wentzville dal 1992 al 1993, a Lake Orion dal 1994 al 1995 ed a Flint dal 1996 al 1999.

## La decima serie: (2000–2005)

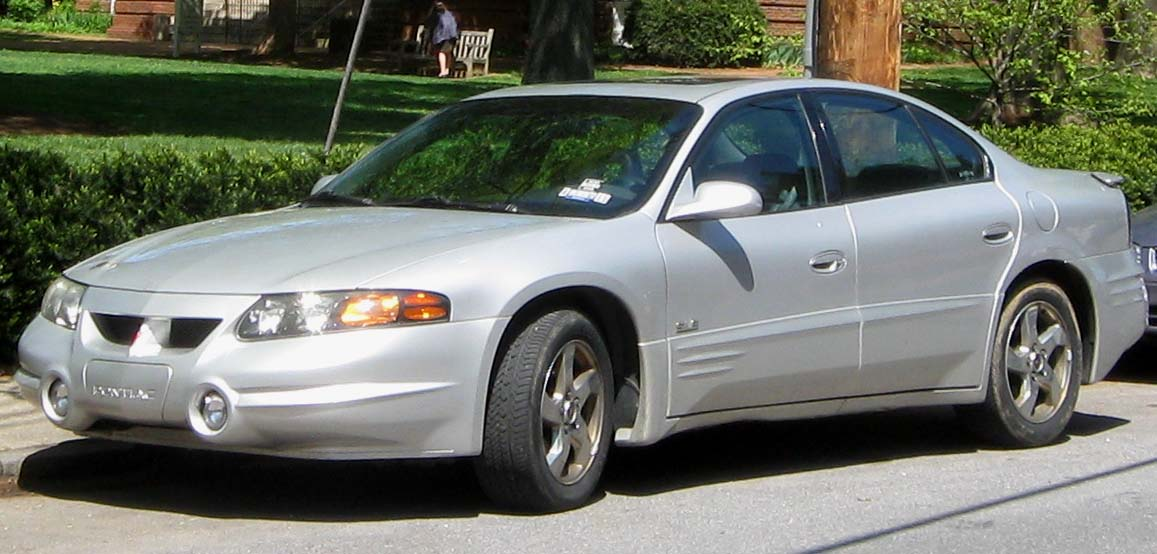
Una Pontiac Bonneville SLE

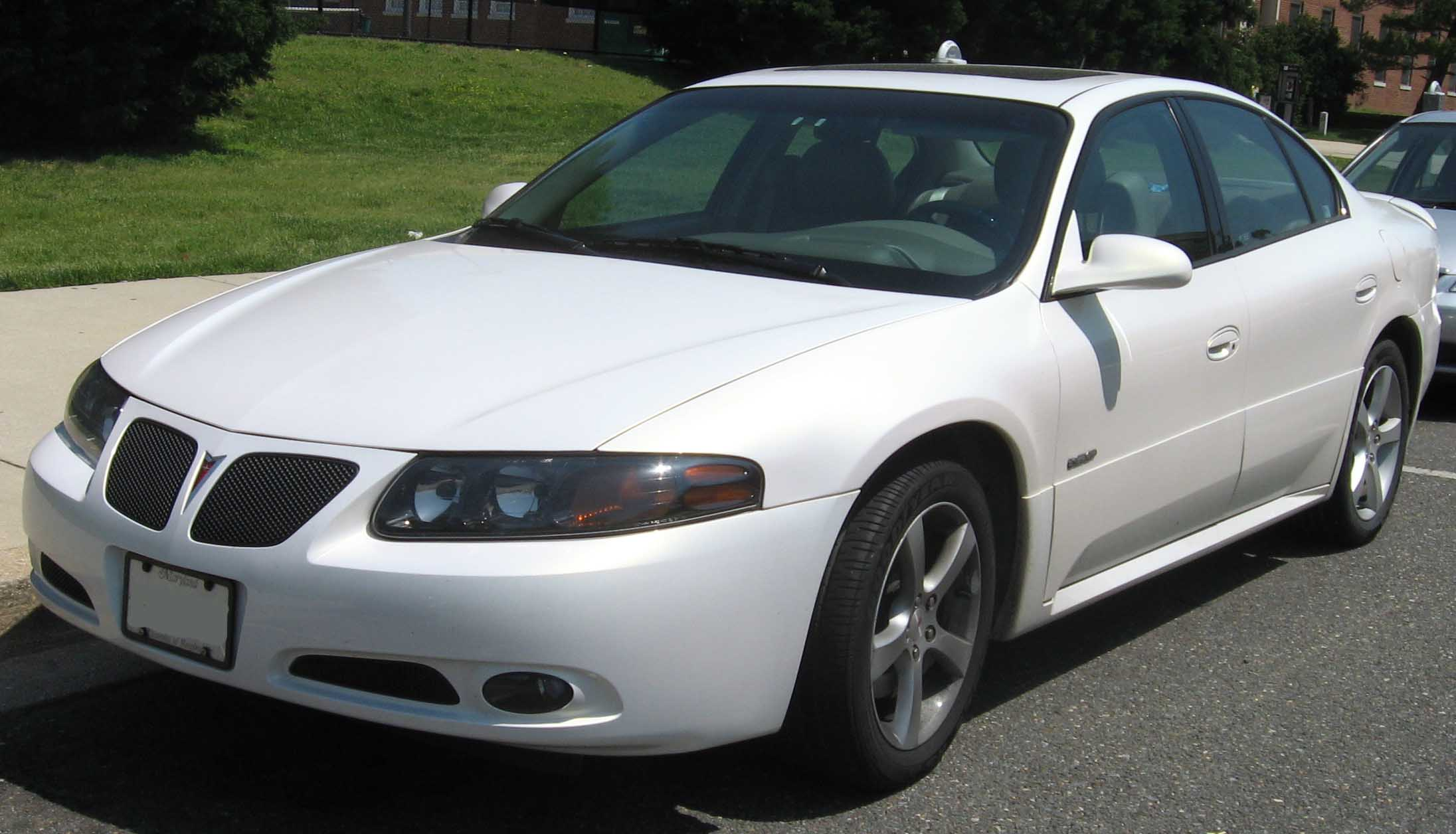
Una Pontiac Bonneville GXP

La Bonneville del 2000 fu riprogettata da cima a fondo, sia da un punto di vista estetico che ingegneristico. Continuò ad utilizzare la piattaforma H e rimase fedele all'antica eredità del concetto di Wide Track, sfoggiando le più larghe carreggiate nella sua classe di appartenenza. Il controllo di stabilità fu introdotto per l'allestimento SSE. I motori disponibili erano due, entrambi V6 Buick  da 3,8 L di cilindrata. La differenza tra i due era che uno era aspirato (l’L36), mentre l'altro era sovralimentato (l’L67).
Nel 2004 la Bonneville riebbe in dotazione un motore V8. Esso era disponibile sull'allestimento GXP, e venne offerto a causa della fine della produzione della Oldsmobile Aurora. Infatti, la lacuna lasciata da quest'ultimo modello nella gamma General Motors tra la Pontiac e la Buick, permise alla Pontiac di espandere il proprio mercato. Il motore installato fu un V8 Cadillac Northstar da 4,6 L che produceva 275 CV di potenza e 410 N•m, e ciò consentiva al veicolo di accelerare da 0 a 97 km/h in 6,5 secondi.
La National Highway Traffic Safety Administration eseguì un crash test su una Bonneville del 2005, registrando un risultato di quattro stelle per urto frontale lato guidatore, e cinque stelle per collisione frontale lato passeggero.
Nell'ultimo anno di produzione della Bonneville, la Pontiac diede alle vetture dell'allestimento SLE l'estetica della GXP.
I cambi disponibili erano tre, tutti automatici ed a quattro rapporti. Erano il 4T65-E, il 4T65E-HD ed il 4T80-E. Il motore era montato anteriormente, e la trazione era all’avantreno. Questa serie di Bonneville, che era basata sul pianale H della General Motors, è stata assemblata a Lake Orion dal 2000 al 2003 ed a Hamtramck dal 2004 al 2005.

## La fine della produzione
La General Motors annunciò l'8 febbraio 2005 che la Bonneville sarebbe stata tolta dal mercato dall'anno seguente. L'ultima Bonneville uscì dalle catene di montaggio il 27 maggio 2005. Solo 12.000 esemplari di Bonneville furono assemblati nel 2005. Sul mercato, la Bonneville fu provvisoriamente sostituita dalla Buick Lucerne, dalla Chevrolet Impala e dalla Pontiac Grand Prix. Per quanto riguarda il primo modello, ciò fu
facilitato dal fatto che più della metà dei concessionari Pontiac vendevano anche modelli Buick. Nel 2008, fu comunque lanciata la G8, che fu l'autentico modello successore della Bonneville.

## La Bonneville in Messico
In Messico fu offerta solo la nona serie della Bonneville, dal 1994 al 1999. L'unico allestimento disponibile fu il SSE.